# Яновиці (Іновроцлавський повіт)
Яновиці (пол. Janowice) — село в Польщі, у гміні Крушвиця Іновроцлавського повіту Куявсько-Поморського воєводства.
Населення — 117 осіб (2011).
У 1975-1998 роках село належало до Бидгощського воєводства.

## Демографія
Демографічна структура станом на 31 березня 2011 року:
|          | Загалом | Допрацездатний вік | Працездатний вік | Постпрацездатний вік |
| -------- | ------- | ------------------ | ---------------- | -------------------- |
| Чоловіки | 61      | 15                 | 40               | 6                    |
| Жінки    | 56      | 5                  | 39               | 12                   |
| Разом    | 117     | 20                 | 79               | 18                   |